# Astragalus repentinus
Astragalus repentinus är en ärtväxtart som beskrevs av Ekici och Dieter Podlech. Astragalus repentinus ingår i släktet vedlar, och familjen ärtväxter. Inga underarter finns listade i Catalogue of Life.